# 라임색 전기담
라임색 전기담(라임이로 센키탄, らいむいろ戦奇譚, Lime-iro Senkitan)은 엘프가 개발하고 배급한 게임 시리즈이다. 스토리는 2003년 1월 5일부터 2003년 3월 30일까지 일본에서 방영된 13부작 애니메이션으로 각색되었다.

## 개발 및 출시 이력
원작 게임은 2002년 12월 13일 윈도우용으로 출시되었다.
라임색 전기담 순(Raいむいろ戦奇譚☆純)이라는 제목의 플레이스테이션 2 버전은 2003년 7월 21일 도쿄 캐릭터 쇼에서 발표되었으며 2004년 3월 25일 가도카와 쇼텐에서 출판되었다.

## 스토리
스토리는 1904년(메이지 37년) 러일전쟁 중 전 일본 외교관 우마카이 신타로가 비행을 기반으로 하는 십대 소녀들의 비밀 단체 라임 부대의 교사가 되면서 벌어지는 이야기이다. 소녀의 콘지키(초자연적 힘)를 사용하면 마지막 전투를 위해 뤼순커우구를 향해 이동하는 동안 전함 아마노하라를 자주 공격하는 그리고리 라스푸틴이 이끄는 러시아 라임부대에 맞서 라임이라는 무인 메카를 작동할 수 있다.